# Isabel Allende Bussi
|  | Aquest article tracta sobre la política socialista xilena. Si cerqueu l'escriptora i dramaturga, vegeu «Isabel Allende». |

Isabel Allende Bussi   (Santiago de Xile, 18 de gener de 1945) és una sociòloga i política xilena, filla del president socialista derrocat Salvador Allende i de la seva esposa Hortensia Bussi.
El 17 de setembre del 1973, una setmana després del cop d'estat en què el seu pare va ser assassinat, es va exiliar amb la mare i la seva germana Carmen Paz a Mèxic en un avió enviat pel llavors president Luis Echeverría, mentre que una altra part de la família es va establir a Cuba. Va passar setze anys asiliada al país nord-americà fins que el 1989, en el tram final de la dictadura de Pinochet, va retornar a Xile.
Es va graduar en Sociologia per la Universitat de Xile i va completar dos màsters: un de Sociologia mateix a la Universitat Nacional Autònoma de Mèxic i un altre en Ciències Polítiques a la Facultat Llatinoamericana de Ciències Socials.
Després de la redemocratització de Xile el 1990, va exercir com a diputada de la Cambra de Diputades i Diputats entre el 1994 i el 2010, la qual va presidir del març del 2003 al març del 2004. Va ser la segona dona a presidir la cambra baixa, només precedida d'Adriana Muñoz del Partit per la Democràcia, i, de fet, el 2014, es va convertir també en la primera presidenta de la cambra alta. Va ser senadora del Congrés Nacional de Xile del 2010 al 2018 per la tercera circumscripció de la regió d'Atacama, i tot seguit va renovar el càrrec fins al 2026.
El maig del 2008, va esdevenir vicepresidenta del Partit Socialista de Xile. El 2015, fruit de les eleccions internes del partit, va tornar-se'n la primera presidenta en tota la història. Més enllà de Xile, el 2017 va ser elegida vicepresidenta de la Internacional Socialista, juntament amb el grec Geórgios Papandreu de president i el xilè Luis Ayala de secretari general. El 2024, el càrrec va passar a la xilena Paulina Vodanovic.

## Referències

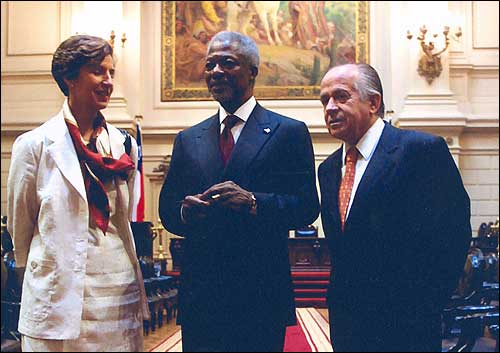
Isabel Allende, al costat de Kofi Annan i Andrés Zaldívar.